# 五味彬
五味 彬（ごみ あきら、1953年〈昭和28年〉6月5日 - ）は、日本の写真家。ShINC主催。

## 経歴
- 1953年 - 東京・神田生まれ。生後1年で原宿に引っ越す。渋谷区立千駄ヶ谷小学校、青山学院中等部・高等部卒業。
- 1974年 - 日本大学芸術学部写真学科入学。在学中から写真家吉村則人のアシスタントをする。
- 1977年 - 大学卒業後に渡仏し、写真家のローレンス・サックマン (lawrence sackmann) のアシスタントを1年務める。
- 1978年 - 写真家ミッシェル・ベルトンに師事する。
- 1983年 - 帰国後、ファッション誌『流行通信』『エル・ジャポン』などを中心に活躍。
- 1989年 - 写真誌Sh・I・N・Cを創刊。
- 1993年 - 風雅書房より写真集『YELLOWS2.0』刊行。日本初のCD-ROM写真集『YELLOWS』を発表。その後『YELLOWS2.0』に続いて『AMERICANS』『YELLOWS3.0』など00年までに14タイトルを発表。
- 1997年 - 東京都写真美術館で《アウグスト・ザンダーと五味彬》展。
- 1997年 - バンタンデザイン研究所で写真とWebデザインを教えはじめる
- 1999年 - 《YELLOWS RESTART》を発表。
- 1999年 - ハンブルク「新客観主義展」、出展、オランダハーグ美術館「黄金分割」展出展
- 2009年 - 新たにShINC Projectを立ち上げる。
- 2009年 - ギャラリーコスモスにて「3000円で写真売りましょ買いましょ!展」主催。
- 2011年 - 新生ShINCマガジン準備号を発行。五味彬全責任編集。
- 2012年3月 - ShINC.MAGAZINE創刊号を発行。写真家土田ヒロミの「俗神」を特集。
- 2012年5月 - ShINC.MAGAZINE創刊2号+Bis.を発行。写真家横須賀功光を特集。

## 写真展
- 1997年 - 東京都写真美術館で《アウグスト・ザンダーと五味彬》展。
- 1997年 - DIGITALOGUE Gallery Tokyo（東京・原宿）で個展《YELLOWS Contemporary Girls Psycho Sexual》。
- 2008年 - キャノンギャラリー（銀座、名古屋、梅田を巡回）にて個展《YELLOWS Return To Classic》、ときの忘れものにて個展《五味彬写真展 Yellows 1.0》。
- 2009年 - GALLERY COSMOSで元アシスタントたちとのグループ展《Family Plots》。
- 2012年6月-『AKIRA GOMi/ELEMENT/1972-2012』　みうらじろうギャラリー

2019年4月-六本木Bar山崎文庫『五味彬写真展』